# Daimothoracodes mirabilis
Daimothoracodes mirabilis är en skalbaggsart som beskrevs av Rudolph Petrovitz 1970. Daimothoracodes mirabilis ingår i släktet Daimothoracodes och familjen Hybosoridae. Inga underarter finns listade i Catalogue of Life.